# Procureur général d'Ukraine
Pour les articles homonymes, voir Procureur général.
Le procureur général d'Ukraine (en ukrainien : Генеральний прокурор України) est à la tête des procureurs ukrainiens, nommé par le président après accord de la Rada.
Le procureur général est en poste, depuis 2025, pour cinq années et ensuite pour six années.

## Organisation
Chaque oblast ukrainien a son bureau du procureur, la république autonome de Crimée aussi.

### Spécialisé
- École des procureurs.

### Indépendant
- Bureau national anticorruption d'Ukraine.
- Bureau du procureur militaire.

## Procureurs
- depuis le 21 juin 2025 : Ruslan Kravchenko [1]
- du 28 juillet 2022 au 31 octobre 2024 : Andriy Kostine
- du 17 au 27 juillet 2022 : Oleksiy Symonenko[2]
- du 17 mars 2020 au 17 juillet 2022 : Iryna Venediktova.
- du 6 au 17 mars 2020 : Viktor Tchoumak.
- du 29 août 2019 au 5 mars 2020 : Rouslan Riabochapka.
- du 12 mai 2016 au 29 août 2019 : Iouri Loutsenko.
- du 29 mars au 12 mai 2016 : Youriy Sevrouk.
- du 11 février 2015 au 29 mars 2016 : Viktor Chokine.
- du 19 juin 2014 au 11 février 2015 : Vitaly Yarema.
- 2014 : Oleh Makhnitsky
- 4 novembre 2010 au 22 février 2014 : Victor Pchonka.
- 1 juin 2007 au 3 novembre 2010 : Oleksandr Medvedko.
- 24 mai au 1 juin 2007 : Viktor Chemtchouk.
- 26 avril au 24 Mai 2007 : Svyatoslav Piskoun.
- 4 novembre 2005 au 26 avril 2007 : Oleksandr Medvedko.
- 10 décembre 2004 au 14 octobre 2005 : Svyatoslav Piskoun.
- 8 novembre 2003 au 9 décembre 2004 : Hennadiy Vasylyev
- 6 juillet 2002 au 29 octobre 2003  : Svyatoslav Piskoun.
- 1991 - 1993 : Viktor Chychkin

### Période soviétique
- 1983 - 1990 : Petro Ossypenko
- 1963 - 1983 : Fedir Hloukh
- 1953–1963 : Denys Panassiouk.

...
- 1944 - 1953 : Roman Roudenko

...
- 1930 - 1933 : Vassiliy Polyakov
- 1927 - 1930 : Vasyl Poraiko
- 1922 _ 1927 : Mykola Skrypnyk

### Première époque
- 1917–1918 : Dmytro Markovytch